# Nort Jet
Nort Jet fue una aerolínea chárter española perteneciente a la empresa Euskal Air S.A. que operó entre 1989 y 1992.

## Historia
La aerolínea Euskal Air S.A. que operaba bajo el nombre comercial de Nort Jet fue fundada a principios del año 1989. El capital con el que se creó la aerolínea era de principalmente vasco ya que en su mayoría pertenecía a tres bancos de esta región: BBK, Caja Vital y Caja Guipúzcoa. El know-how de esta aerolínea procedía de la aerolínea francesa Air Charter International.
En un principio esta aerolínea se había creado para realizar vuelos regulares desde el Aeropuerto de Vitoria, pero debido a las numerosas trabas legales en aquellos momentos se optó por convertirla en una aerolínea chárter basada en el Aeropuerto de Palma de Mallorca.
La aerolínea comienza sus operaciones de tráfico comercial el 12 de febrero de 1989 con un avión del tipo Boeing 737-400 bautizado como Álava con matrícula EC-239 que más tarde pasaría a ser EC-EMI. Nort Jet fue la primera compañía en utilizar en España el Boeing 737-400.
Nort Jet nunca desistió en su idea de convertirse en aerolínea regular e hizo algunas rutas entre Vitoria, Valladolid, Málaga y Sevilla entre agosto y octubre de 1990, utilizando para ello utilizando el BAE 146-200, alcanzando una ocupación baja de sus vuelos.
Hasta el momento del cese de sus operaciones el 14 de abril de 1992, Nort Jet operó tres aviones del tipo Boeing 737-400 más un BAE 146-200 que alquiló a la compañía Loganair con el fin de introducirse en el mercado regular.

## Quiebra
El 14 de abril de 1992 cesa sus operaciones tras tres años. El cierre fue debido a que el gobierno vasco no aportó un capital con el que se contaba y a que los aviones no tuvieron la rentabilidad esperada.
Recientemente, el Tribunal Supremo ha reabierto el caso de esta compañía dictaminando que la auditoría PWC-Pricewaterhousecoopers posee responsabilidad ilimitada sobre la antigua Nort Jet. Esto permitiría a los acreedores cobrar de esta compañía la deuda valorada en 400 millones de pesetas de la aerolínea (2,4 millones de euros).

## Antigua flota
| Aeronaves             | Total | Introducido | Retirado | Matrículas                                            |
| --------------------- | ----- | ----------- | -------- | ----------------------------------------------------- |
| British Aerospace 146 | 1     | 1990        | 1990     | G-OLCA                                                |
| Boeing 737-400        | 3     | 1989        | 1992     | EC-EMI «Álava», EC-EMY «Guipúzcoa» y EC-EPN «Vizcaya» |